# Brinksmeier
Brinksmeier ist ein deutscher Familienname.

## Herkunft und Bedeutung
Brinksmeier ist eine Variante des Familiennamens Meier.

## Namensträger
- Dankwart Brinksmeier (* 1956), deutscher evangelischer Pfarrer und Mitbegründer der SDP in der DDR
- Ekkard Brinksmeier (* 1952), deutscher Ingenieur, Professor für Fertigungsverfahren an der Universität Bremen